# Drapeau du Texas
Le drapeau du Texas (surnommé Lone Star Flag aux États-Unis) est le drapeau officiel de l'État américain du Texas. Il s'agit d'un drapeau bleu, blanc et rouge, adopté en 1839 comme drapeau national du Texas, puis devenu drapeau d'état en 1845.

## Définition officielle
Le drapeau du Texas est défini par la loi américaine comme suit :

« Le drapeau de l'État consiste en un rectangle dont le rapport entre la largeur et la longueur égale deux tiers et contenant : (1) une bande verticale bleue dont la largeur vaut un tiers de la longueur du drapeau, et deux bandes horizontales de taille égale, la plus haute étant blanche et la plus basse rouge, chacune mesurant deux tiers de la longueur totale du drapeau ; et (2) une étoile blanche, régulière à cinq branches au centre de la bande bleue, orientée de telle sorte que l'une des branches pointe vers le haut, et telle que le diamètre du cercle circonscrit à l'étoile égale les trois-quarts de la largeur de la bande bleue. Les rouge et bleu du drapeau de l'État sont les mêmes que ceux utilisés pour le drapeau des États-Unis. »

## Histoire
Le drapeau du Texas est surnommé Lone Star Flag, drapeau à l'étoile solitaire (qui a donné au Texas son surnom de l'« État à l'étoile solitaire »). Ce drapeau a été présenté au congrès de la république du Texas le 28 décembre 1838, par le sénateur William H. Wharton. Il a été adopté le 25 janvier 1839 comme drapeau national de la république du Texas. Quand le Texas est devenu le 28e État de l'Union le 29 décembre 1845, son drapeau national est devenu le drapeau d'État.
Le créateur du drapeau est inconnu.
De 1879 à 1933, cependant, il n'a été que le drapeau de fait de l'État, celui-ci n'ayant plus de drapeau officiel. Tous les statuts non explicitement renouvelés ont été abrogés au moment des statuts civils révisés de 1879, et ceux concernant le drapeau n'ayant pas été repris avant 1933, le Texas a été formellement un état sans drapeau jusqu'à cette date. Le code de 1933 assigne le symbolisme suivant aux couleurs du drapeau du Texas : le bleu représente la fidélité, le blanc la pureté, et le rouge le courage. Les nuances officielles de Pantone pour le drapeau du Texas sont 193 (rouge) et 281 (bleu-foncé). Le drapeau flotte à travers tout le Texas, aussi bien chez les particuliers qu'aux murs des établissements officiels, révélant la grande estime que lui portent les Texans.

## Drapeaux révolutionnaires
Durant la révolution texane, un grand nombre de drapeaux variés sont apparus ; voici les plus connus :

### Drapeau «Lone Star and Stripes»

Drapeau « Lone Star and Stripes » de la marine texane

Littéralement « étoile solitaire et bandes », ce drapeau était employé couramment par les forces navales et terrestres texanes. Ce drapeau était tout simplement celui des États-Unis avec une seule étoile dans le canton. Ce drapeau fait écho a une version antérieure, portée par les unités de James Long lors d'une tentative ratée en 1819 d'ôter le Texas du contrôle espagnol. Cette version antérieure du drapeau était identique à celle-ci, à l'exception du canton qui avait un fond rouge et non pas bleu. Il existe des indications que le Lone Star and Stripes a été employé lors des batailles de Goliad, de Fort Alamo, et de San Jacinto. Bien que le président intérimaire David G. Burnet ait publié un décret fondant le premier drapeau officiel de la république du Texas, il n'est jamais devenu le drapeau légal de la nation américaine. Il est resté le drapeau naval du Texas jusqu'à l'annexion, et a été qualifié de « salutaire » à la marine texane et à ses marins en raison de sa ressemblance avec le drapeau des États-Unis. En dépit de son statut officieux, ce drapeau est resté bien connu localement et internationalement comme symbole du Texas[réf. nécessaire]. Le drapeau officiel bleu et or de Burnett, d'autre part, était peu connu des Texans, et on n'a découvert aucune illustration contemporaine de lui. Et en 1837, la charte des drapeaux nationaux imprimés à Philadelphie présente le Lone Star and Stripes comme drapeau national du Texas. Le sénateur du Texas Oliver Jones, qui a dirigé le comité 1839 qui a approuvé le Lone Star flag, ignorait alors que le Lone Star and Stripes n'était pas le drapeau officiel. Plus tard, avant la guerre de Sécession, ce drapeau était porté par la milice de Floride dans Pensacola lors de la saisie des propriétés fédérales dans cette ville.

### Drapeau «Come and take it»

Le drapeau come and take it

Le drapeau « Come and take it » a été créé par des habitants de Gonzales. Il comporte une étoile à cinq branches, le canon des forces mexicaines, et la phrase de défi : « Come and take it ».

### Drapeau d'Alamo

Le drapeau d'Alamo « 1824 »

Le drapeau « 1824 » a été créé en remplaçant l'aigle au centre du drapeau tricolore mexicain par l'indication « 1824 », faisant référence à la constitution du Mexique de 1824, pour laquelle le Texas combattait. Il a été le premier drapeau approuvé à l'usage des forces rebelles par un corps législatif texan. En 1835, le gouvernement provisoire texan a approuvé l'utilisation de ce drapeau par des corsaires s'attaquant au commerce mexicain.
On a souvent dit que le drapeau « 1824 » a flotté avec les forces texanes à la bataille d'Alamo. Cependant, cela n'a jamais été allégué qu'en 1860, longtemps après que la bataille se fut produite. Des auteurs modernes ont précisé que la présence du drapeau « 1824 » à cet instant de la bataille est très peu probable. Un pavillon semblable a été porté au moins brièvement par des forces texanes Tejano, comportant deux étoiles noires à six branches à la place de la date. Il est probable que le drapeau d'Alamo qui faisait référence à l'époque était le « Lone Star and Stripes ». Il a été reporté qu'il avait servi lors des batailles telles que celle de Goliad, et avait été désigné très souvent sous le nom de « drapeau texan ».

### Drapeau tricolore de Dodson

Le drapeau tricolore de Dodson

Ce drapeau a été conçu et cousu par Mme Sarah Dodson pendant la révolution. Il ressemble au drapeau de la France révolutionnaire, mais de moitié en hauteur et avec l'étoile texane dans le canton. Stephen F. Austin a d'abord été tellement alarmé par le symbolisme évident qu'il a demandé que le drapeau ne soit pas utilisé, mais ce drapeau a néanmoins flotté au-dessus des forces militaires texanes du fleuve Cibolo Creek, et a pu être le premier drapeau texan à s'élever au-dessus de San Antonio. Le drapeau était l'un des deux qui ont flotté au-dessus de la petite cabane dans laquelle les délégués du Texas ont ratifié leur déclaration d'indépendance.

## Le Burnet Flag

Le Burnet Flag (1836–1839)

Le Burnet Flag (du nom de David G. Burnet, président par intérim puis vice-président de la république du Texas) a été adopté par le Congrès Texan le 10 décembre 1836. Il consiste en un fond bleu azur marqué d'une étoile d'or centrale. Ce drapeau a été inspiré par le « Bonnie Blue Flag » de 1810 de la république de Floride occidentale. Les variantes du « Burnet Flag » avec une étoile blanche sont pratiquement identiques au Bonnie Blue Flag. D'autres variantes ont comporté l'étoile (de l'une ou l'autre couleur) renversée avec éventuellement le mot TEXAS où les 5 lettres de ce mot sont réparties entre les branches de l'étoile.

Une variante avec TEXAS
Autre variante

## Serment d'allégeance
Le serment d’allégeance au drapeau d'État est le suivant :

« Honor the Texas flag; I pledge allegiance to thee, Texas, one state under God, one and indivisible. »

Littéralement, « Honneur au Texas; Je promets fidélité à toi, Texas, un État sous la garde de Dieu, un et indivisible. »
Le serment a été institué par la législature du Texas en 1933, et se réfère au « drapeau du Texas de 1836 » (le Burnet Flag et non le Lone star Flag alors en usage). En 1965, l'erreur a été corrigée par la suppression de « en 1836 ».
En 2007, la phrase « one state under God » (un État sous la garde de Dieu) a été ajoutée. Ce changement a été contesté devant le tribunal, bien qu'une injonction ait été refusée.

## Disposition et orientation

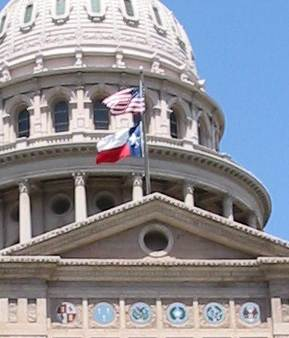
Disposition relative des drapeaux sur le Capitole de l'État du Texas

Une légende urbaine affirme que le drapeau du Texas est le seul drapeau d'État qui a le droit de flotter à la même hauteur que le drapeau des États-Unis. Selon cette légende, le Texas a ce droit inhérent (comme ancienne nation indépendante) ou parce qu'il a négocié des dispositions spéciales quand il a rejoint l'Union. Cependant, la légende est fausse. Ni la résolution commune pour annexer le Texas aux États-Unis, ni l'ordonnance de l'annexion ne contient de dispositions concernant les drapeaux.
Selon le code du drapeau des États-Unis, tous les drapeaux d'État peuvent flotter à la même hauteur que le drapeau des États-Unis, le drapeau des États-Unis devant cependant être sur sa droite (à la gauche de la personne lui faisant face).
Pour être compatible avec le code du drapeau des États-Unis, le code du drapeau du Texas spécifie que le drapeau d'État doit être sous le drapeau des États-Unis s'ils sont tous les deux sur le même mât ou à la même hauteur que le drapeau des États-Unis s'ils sont sur deux mâts séparés.

## Drapeaux similaires
Le drapeau du Texas ressemble au drapeau du Chili adopté en 1817. Cependant, le drapeau chilien a un canton bleu avec une étoile. La bande inférieure rouge passe sous le canton.
Le drapeau de la Caroline du Nord a la même base que celui du Texas. Cependant, les couleurs sont inversées. En outre, l'étoile est plus petite et entourée par les lettres N et C et deux rubans avec les dates 20 mai 1775 et 12 mai 1776.
Le drapeau de la Guinée-Bissau a également la même structure, mais des couleurs très différentes, ainsi que les dimensions et les proportions des sections, et une étoile différemment conçue.
Le drapeau de la république démocratique du Congo et surtout ses versions précédentes ont de fortes similitudes avec le « Burnet Flag ».

## Le drapeau du gouverneur du Texas

Drapeau du gouverneur

Le drapeau du gouverneur du Texas est fait de la représentation du sceau du Texas centré sur un fond bleu. Comme la plupart des drapeaux de gouverneurs américains, une étoile orne chacun des quatre coins du drapeaux.